# Autoestrada Puerto Rico 52
Autoestrada Puerto Rico 52 (PR-52), uma importante estrada com pedágio em Porto Rico, também é conhecida como Autopista Luis A. Ferré. Anteriormente, era chamada de Expreso Las Américas. Ela parte da PR-1 no sudoeste de Río Piedras e segue para o sul até cruzar com a rodovia PR-2 em Ponce. Em sua extremidade norte, a curta PR-18 continua ao norte da PR-52 em direção a San Juan. Esse segmento curto é conhecido como Expreso Las Américas, o único segmento da rota que ainda tem esse nome não oficialmente, já que a PR-18 é oficialmente chamada de Expreso Roberto Sánchez Vilella. A rota combinada da PR-18 e da PR-52 passa simultaneamente com a rodovia interestadual PRI-1, que não tem sinalização. As estações de pedágio estão localizadas em San Juan, Caguas, Salinas, Juana Díaz e Ponce.